# Los girasoles ciegos
Pour plus de détails, voir Fiche technique et Distribution.
Los girasoles ciegos (littéralement : Les Tournesols aveugles) est un film espagnol réalisé par José Luis Cuerda, sorti en 2008.

## Synopsis
À Orense en 1940, Elena vie avec Ricardo et ses enfants. Ricardo vit reclus dans la maison pour éviter les persécutions politiques. Dans le même temps, Salvador, un prêtre, revient du front.

## Fiche technique
- Titre : Los girasoles ciegos
- Réalisation : José Luis Cuerda
- Scénario : Rafael Azcona, José Luis Cuerda d'après le roman Les Tournesols aveugles d'Alberto Méndez
- Musique : Lucio Godoy
- Photographie : Hans Burmann
- Montage : Nacho Ruiz Capillas
- Production : Fernando Bovaira, José Luis Cuerda et Emiliano Otegui
- Société de production : Estudios Organizativos y Proyectos Cinematográficos, Producciones A Modiño, Producciones Labarouta et Sogecine
- Pays :  Espagne
- Genre : Drame et historique
- Durée : 98 minutes
- Dates de sortie : 
  -  Espagne : 29 août 2008

## Distribution
- Maribel Verdú : Elena
- Javier Cámara : Ricardo
- Raúl Arévalo : Salvador
- Roger Príncep : Lorenzo
- José Ángel Egido : Rector
- Martiño Rivas : Lalo
- Irene Escolar : Elenita
- Ricardo de Barreiro : Fernández

## Distinctions
Lors de la cérémonie des Goyas 2009, le film a été nommé pour quinze prix Goya et a obtenu celui du meilleur scénario adapté.